# Bajki japońskie

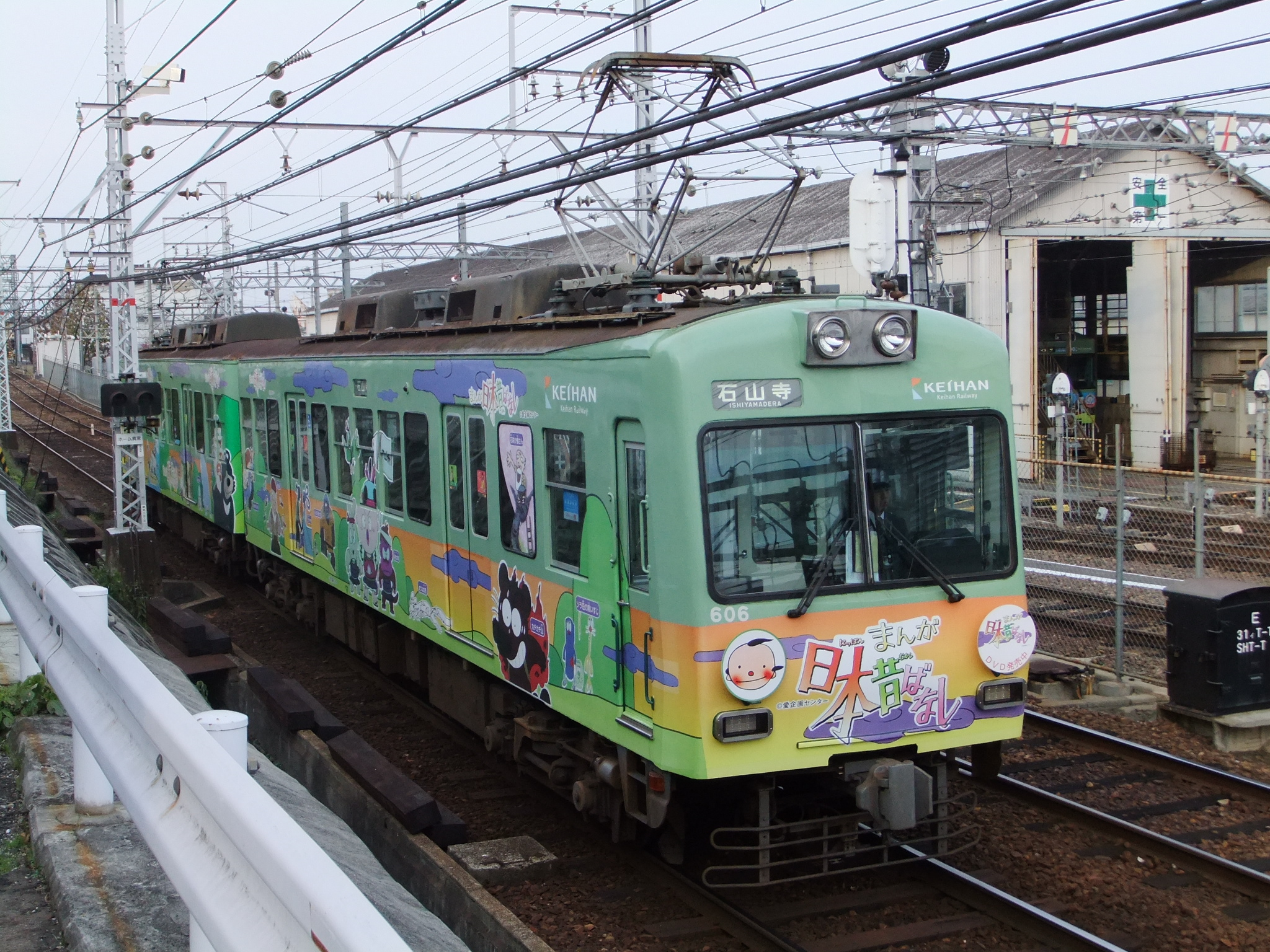
Japoński pociąg pomalowany motywami z serialu

Bajki japońskie (jap. まんが日本昔ばなし Manga nihon mukashi banashi; ang. Manga Japanese Fairy Tales, 1975) – japoński serial animowany składający się z dziesięciominutowych odcinków poświęcony baśniom i bajkom japońskim.

## Wersja polska
W Polsce serial emitowany był w 1983 roku z polskim dubbingiem na antenie Programu 1. w Wieczorynce.